# Полонский, Александр Семёнович
Алекса́ндр Семёнович Полонский — российский медик, историк.

## Биография
В 1831 году выпустился из Императорской медико-хирургической академии, служил лекарем на Балтийском флоте. В 1839 году перевёлся в порт Петропавловска-на-Камчатке в чине коллежского асессора. В 1842 году был назначен старшим лекарем Петропавловского военного полугоспиталя, в 1845 году переведён на Черноморский флот. С 1848 года работал в Морском медицинском управлении, в 1851 году стал медицинским инспектором в Архангельском порту; в том же году вернулся в Санкт-Петербург. Некоторое время работал в Охотске и Якутске, а также состоял членом Совета Главного управления Восточной Сибири в Иркутске.

## Научная деятельность
В архивах Русского географического общества хранятся три рукописи Александра Полонского: «Перечень путешествий русских промышленников в Восточном океане (1743—1800 гг.)», «Промышленные на Алеутских островах (1743—1768 гг.)» и «Монах Игнатий Козыревский». По словам В. О. Шубина, «самой большой заслугой А. С. Полонского является написание и издание в 1871 г. статьи „Курилы“, поставившей его имя в ряд крупнейших специалистов в области истории изучения российского Дальнего Востока».

## Увековечивание памяти
Именем Александра Полонского названы остров Малой Курильской гряды, мыс на этом же острове и пролив между этим островом и островом Зелёный.

## Публикации
- Полонский А. С. Поход геодезиста М. Гвоздева в Берингов пролив // Морской сборник : журнал. — 1850. — Т. 4, кн.II. — С. 32.
- Полонский А. С. Курилы // Записки Императорского Русского географического общества. По отделению этнографии / Издано под редакциею действ. члена А. И. Савельева. — СПб. : Типография Майкова, 1871. — Т. IV. — С. 367—576.
- Полонский А. С. Курилы / Подготовка к печати В. О. Шубина и Н. Ф. Грызуновой. Вступительная статья и примечания В. О. Шубина // Краеведческий бюллетень : журн. / Гл. ред. М. С. Высоков. — 1994. — Вып. 3. — С. 3—86.
- Полонский А. С. Курилы / Примечания В. О. Шубина. Окончание // Краеведческий бюллетень : журн. / Гл. ред. М. С. Высоков. — 1994. — Вып. 4. — С. 3—105.